# Canadian National
Canadian National (CN) (Frans: Canadien National), voluit Canadian National Railway Company (Compagnie des chemins de fer nationaux du Canada) en tot 1960 Canadian National Railway (Chemins de fer nationaux du Canada) geheten, is een Canadese spoorwegmaatschappij.

## Activiteiten
De maatschappij exploiteert een spoorwegnet van 31.500 kilometer en biedt hierop goederenvervoer aan in Canada, het Middenwesten en een deel van de Zuidelijke Verenigde Staten. In de Verenigde Staten is CN een Class I railroad. De enige twee van de tien provincies die CN niet bedient in Canada zijn Prince Edward Island en Newfoundland en Labrador. Die laatste provincie werd tot de sluiting van de Newfoundland Railway in 1988 wel degelijk bediend, met een spoorwegnet van 1458 km helemaal tot in St. John's. Ook in de Canadese territoria is CN beperkt actief met een 113 km lang spoor tot de zuidelijke oevers van het Great Slave Lake in de Northwest Territories.
Samen met Canadian Pacific Railway beheersen de twee spoorwegmaatschappijen als enige twee (inter)nationale vervoerders de Canadese markt, maar er zijn wel nog tientallen kleinere maatschappijen actief in een of meerdere Canadese provincies. CN is de grootste van deze twee, in termen van omzet en netwerkgrootte.
In 2023 behaalde de maatschappij een omzet van C$ 17 miljard en er werkten bijna 25.000 mensen voor CN. In dat jaar werd zo'n 300 miljoen ton aan goederen vervoerd. Belangrijke producten die getransporteerd worden zijn containers, olieproducten en chemicaliën, granen en kunstmest, bosproducten en metalen en mineralen. Het aandeel wordt sinds de privatisering in 1995 genoteerd aan de New York Stock Exchange (CNI) en de Toronto Stock Exchange (CNR). De grootste individuele aandeelhouder is Bill & Melinda Gates Foundation Trust van Bill Gates, dat 8,6% van de aandelen in bezit heeft.
Voor het transport beschikte de maatschappij in 2023 over 2350 diesellocomotieven en 56.500 wagons. Het gemiddelde gewicht van een trein met lading is zo'n 9500 ton.

## Geschiedenis
Bij het failliet in 1918 van de Canadian Northern Railway, een private spoorwegmaatschappij opgericht in 1899, besloot de Canadese regering met nationalisering in te grijpen om een betere greep te krijgen op vitale componenten van de landelijke economie, waaronder het spoorwegnetwerk meer en meer werd gerekend. Er werd daarom een staatsbedrijf opgericht. Vanaf zijn ontstaan op 20 december 1918 tot de privatisatie op 17 november 1995 was de Canadian National Railway een overheidsbedrijf, een Canadian Crown corporation, waarbij de eigenaar de Canadese Kroon was. Het bedrijf groeide vanaf dan stelselmatig veelal door de overname van al dan niet failliete private exploitanten, naast eigen bijkomende netwerkuitbouw. 
Als ingreep van de staat op de economie, conform John Maynard Keynes, en ook om strategisch-militaire overwegingen, werd het netwerk transcontinentaal uitgebouwd. In hetzelfde kader werd ook de Canadian National Telegraph Company opgericht voor controle op het telegrafienetwerk, en was de eerste nationale Canadese radiozender van de aanvang in 1923 tot 1932 CNR Radio, verzorgd door het Canadian National Railways Radio Department. 
Het overheidsbedrijf differentieerde verder met hotels, een vloot passagiers- en vrachtschepen en maatschappijen voor de beginnende luchtvaart, waaronder de Trans-Canada Air Lines. Pas in de jaren zeventig van de 20e eeuw werden meerdere van deze departementen afgestoten, verkocht of verzelfstandigd en plooide Canadian National zich terug op zijn transportaanbod.Op 1 april 1978 werd het passagiersvervoer afgestoten. Het staatsbedrijf VIA Rail nam deze dienstverlening over (evenals het passagiersvervoer van de Canadian Pacific Railway). De twee oorspronkelijke spoorbedrijven blijven wel voor deze diensten de spoorwegbeheerder.
Met de aankoop van de Amerikaanse Illinois Central Railroad in 1998 en de Wisconsin Central Ltd. in 2001 verwierf CN een cruciale netwerkcomponent doorheen de hele Mississippivallei, wat een route van de Grote Meren naar de Golf van Mexico opleverde in vijftien van de Amerikaanse staten.
In 2004 werd de overname afgerond van Great Lakes Transportation en BC Rail. De overnamesom voor Great Lakes Transportation was C$ 547 miljoen en dit spoorbedrijf was vooral actief in het vervoer van ertsen en eindproducten voor de staalindustrie rond de Grote Meren. BC Rail kostte C$ 1 miljard en de verkoper was de provincie Brits-Columbia. CN kreeg het recht op het gebruik van 1400 mijl aan spoorwegen, vooral gelegen tussen Vancouver en Fort Nelson in het noorden van Canada. BC Rail vervoert vooral bosproducten en met deze overname verstevigde CN zijn toegang tot de Amerikaanse westkust.